# Berthold II. von Völkershausen
Berthold II. von Völkershausen (geboren um 1320 wahrscheinlich in Völkershausen; gestorben im Juni 1387 in Bad Hersfeld) war von 1367 bis zu seinem Tod Abt der Reichsabtei Hersfeld. Er gilt ob seiner Versuche, die frühere Machtposition der Reichsabtei wiederherzustellen, und durch seine Verwicklung in die Vitalisnacht als einer der historisch bedeutendsten Hersfelder Äbte.

## Leben
Berthold von Völkershausen entstammte einer thüringischen, dem Dienstadel der Hersfelder Abtei entstammenden Adelsfamilie, die sich nach ihrem Stammsitz im Dorf Völkershausen, südöstlich der Stadt Vacha benannt hatte. Wahrscheinlich wurde er um 1320 dort geboren. Da er die geistliche Laufbahn einschlug, ist anzunehmen, dass er mindestens einen älteren Bruder hatte, der den Familiensitz übernahm.
Das genaue Eintrittsdatum von Berthold von Völkershausen in den Konvent der Abtei Hersfeld ist nicht bekannt. Erstmals erwähnt wird er 1358 als Propst des zu Hersfeld gehörenden Benediktinerinnenstifts in Kölleda. In den Folgejahren stieg er zum Kämmerer von Abt Johann II. von Elben auf, in seiner Verantwortung lag damit die schwierige Finanzsituation der ehedem wohlhabenden Reichsabtei. Das Stift musste unter Johann II. wie bereits unter dessen Vorgängern wiederholt Besitz verkaufen und verlor damit schrittweise Macht und Einfluss. Ende 1366 war Berthold von Völkershausen zudem Propst des ebenfalls zu Hersfeld gehörenden Klosters Frauensee. Aus einer nichtehelichen Beziehung hatte er einen Sohn mit dem Namen Wigand.
Ende 1366 oder Anfang 1367 verstarb Abt Johann II. von Elben und Berthold von Völkershausen wurde zu seinem Nachfolger gewählt. Erstmals urkundete er am 9. Januar 1367 als Abt. Berthold begann energisch mit dem Versuch, seiner Abtei wieder ihre frühere Machtposition zu verschaffen, die in den Vorjahren gegenüber den Landgrafen von Hessen und Thüringen an Macht und Besitz eingebüßt hatte. Die Bürger der Stadt Hersfeld hatten in den Vorjahren ihre Selbständigkeit gegenüber dem Abt als nominellen Stadtherren ausgebaut, auch dagegen wollte der neue Abt vorgehen. Zunächst führte er den von Johann II. unterbrochenen Bau von Schloss Eichhof als gegen die Stadt gerichtete Trutzfeste fort und schloss ihn 1372 ab. Ebenso schloss er sich dem Sternerbund an, einem Ritterbund, in dem sich verschiedene kleinere Territorialherren gegen die Expansionspolitik des hessischen Landgrafen Heinrich II. zusammengeschlossen hatten. Im 1372 begonnenen Sternerkrieg blieb der Landgraf jedoch siegreich, unter anderem auch weil die Bürger von Hersfeld entgegen dem Willen des Abtes einem landgräflichen Heer die Tore geöffnet hatten. Im Januar 1373 schloss Heinrich II. mit der Stadt Hersfeld ein Bündnis, im Oktober dieses Jahres folgte ein Bündnis der Stadt mit dem thüringischen Landgrafen Balthasar. Die Position des Abtes gegenüber der Stadt Hersfeld war damit erheblich geschwächt.
Einen letzten Versuch, die Stadt wieder unter seine Herrschaft zu zwingen, startete Abt Berthold in der Vitalisnacht. Er hatte sich dazu mit Mitgliedern des nominell schon 1373 wieder aufgelösten Sternerbundes verbündet. Einige Mitglieder des Bundes wurden heimlich in einem zum Kloster gehörenden Stadthaus versteckt und sollten den Stadtrat und die Schöffen der Stadt in der Nacht zum 29. April 1378 überfallen, töten und anschließend dem Abt mitsamt dem Heer der Sterner die Tore der Stadt öffnen. Durch einen Fehdebrief des Ritters Simon von Haune wurde die Aktion jedoch verraten und die Hersfelder konnten den Angriff abwehren. In der Folge verwüstete das Ritterheer die Umgebung der Stadt, konnte diese jedoch nicht einnehmen. Herzog Przemislaus von Teschen, der Hofrichter Kaiser Karls IV., verurteilte schließlich nach langen juristischen Streitigkeiten aufgrund der Klage der Stadt den Abt und den Konvent der Abtei zu einer an die Stadt Hersfeld zu zahlenden Strafe von 10.000 Mark in Gold, die unterstützenden Ritter zu 400 Mark in Silber. Nominell blieb die Stadt Teil des Reichsstifts. Abt Berthold war schließlich gezwungen, 1383 ein Schutzbündnis mit dem hessischen Landgrafen abzuschließen.
Abt Berthold führte innerhalb seines Herrschaftsgebiets die Politik seines Vorgängers weitgehend fort. Er bestätigte unter anderem 1371 und 1373 in Hersfeld ansässigen Juden ihre Schutzbriefe, ein Recht, das Abt Johann II. von Kaiser Karl IV. erhalten hatte.